# خرابة البرطيس (النادرة)

تعديل مصدري - تعديل

خرابة البرطيس هي إحدى قرى عزلة الشرنمه العليا بمديرية النادرة التابعة لمحافظة إب، بلغ تعداد سكانها 532 نسمة حسب تعداد اليمن لعام 2004.